# Мостовой, Сергей Андреевич
Серге́й Андре́евич Мостово́й (1908—1979) — красноармеец Рабоче-крестьянской Красной Армии, участник Великой Отечественной войны, Герой Советского Союза (1945).

## Биография
Сергей Мостовой родился 18 июля 1908 года на хуторе Гринёв (ныне — в составе городского поселения Калач Воронежской области). После окончания начальной школы работал в колхозе. В июне 1941 года Мостовой был призван на службу в Рабоче-крестьянскую Красную Армию и направлен на фронт Великой Отечественной войны.
К январю 1945 года гвардии красноармеец Сергей Мостовой был пулемётчиком 6 стрелковой роты 220-го гвардейского стрелкового полка 79-й гвардейской стрелковой дивизии 8-й гвардейской армии 1-го Белорусского фронта. Отличился во время освобождения Польши. В ночь с 24 на 25 января 1945 года Мостовой в числе первых переправился через реку Варта в районе Познани и принял активное участие в боях за захват и удержание плацдарма на её западном берегу, лично уничтожив 2 огневые точки и более 10 солдат и офицеров противника.

В 6 роте «… отличался сказочной храбростью наводчик станкового пулемёта гвардии рядовой Сергей Андреевич Мостовой, бывший колхозник Калачевского района Воронежской области…. В бою за высоту 81,9 Сергей Мостовой всё время был рядом с командиром роты. Отражая вражескую контратаку, он израсходовал восемь пулемётных лент. Когда кончились патроны, пустил в дело гранаты. Но вот не стало и гранат, а немцы продолжали наседать. Тогда боец разъединил пулемёт, взял в одну руку станок, в другую — лопату и, поднявшись во весь рост, бросился вперёд. Раскрутив над головой пулемётный станок, он им разметал себе дорогу среди немецких автоматчиков, а лопатой крошил черепа тем, кто оставался у него под ногами. При виде русского богатыря немцы опешили и покатились обратно в овраг. На краю оврага Мостовой остановился, вытер с лица пот. И тут ему на глаза попался напуганный немецкий ефрейтор. Гвардеец схватил его и зажал под мышкой. „Уходите отсюда прочь, сволочи, а то всем головы снесём!“ — крикнул он и с пленным ефрейтором не спеша пошёл к своему командиру».— Маршал Советского Союза В. И. Чуйков. Конец третьего рейха. — М.: Советская Россия, 1973. — С. 160.
Указом Президиума Верховного Совета СССР от 24 марта 1945 года гвардии красноармеец Сергей Мостовой был удостоен высокого звания Героя Советского Союза с вручением ордена Ленина и медали «Золотая Звезда».
После окончания войны Мостовой был демобилизован. Проживал в Калаче, работал в колхозе. Скончался 31 декабря 1979 года, похоронен в Калаче.
Был также награждён рядом медалей.
В честь Мостового названа школа-интернат в Томске.

## Награды и звания
- Герой Советского Союза. Указ Президиума Верховного Совета СССР от 24 марта 1945 года:
  - орден Ленина,
  - медаль «Золотая Звезда».
- Медаль «За боевые заслуги». Приказ командира 220-го гвардейского стрелкового полка № 96/н от 28 февраля 1945 года.
- Медаль «За победу над Германией в Великой Отечественной войне 1941—1945 гг.». Указ Президиума Верховного Совета СССР от 9 мая 1945 года.
- Медали СССР.